# Rainer Beckmann (Politiker, 1941)

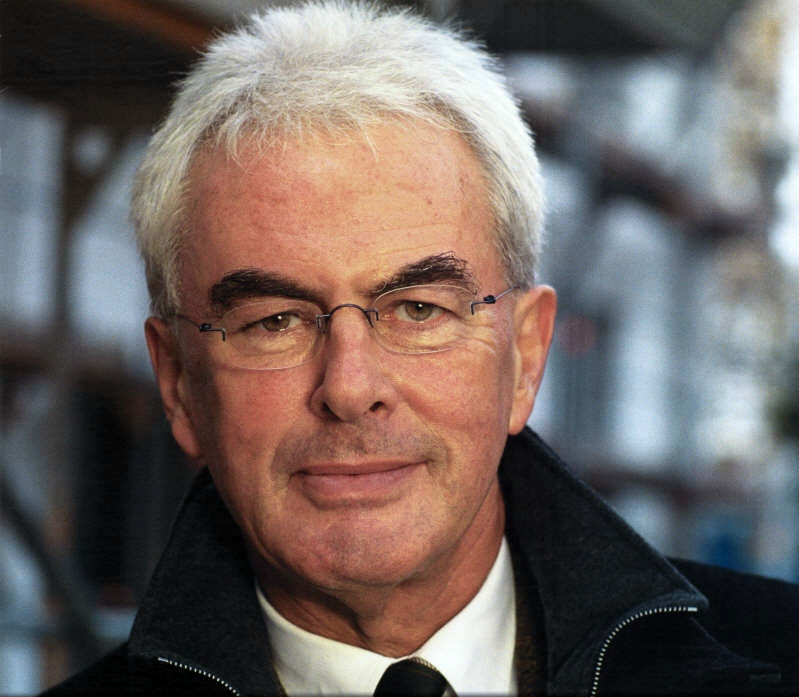
Rainer Beckmann (2003)

Rainer Beckmann (* 12. Juli 1941 in Hannover) ist ein ehemaliger deutscher Politiker.

## Ausbildung und Beruf
Rainer Beckmann besuchte zunächst eine Grund- und Hauptschule und absolvierte anschließend eine Ausbildung zum Schornsteinfeger. Nach seiner Gesellenprüfung 1959 besuchte er 1962 die Fachschule und gründete im selben Jahr ein Schornsteinbau-Unternehmen. Bis zu seinem erstmaligen Einzug in den Landtag war er hier als Geschäftsführer und Unternehmensberater tätig.

## Politik
Beckmann ist seit 1968 Mitglied der CDU. Er ist Mitglied im Kreisvorstand der CDU Hannover-Stadt und Vorsitzender des Ortsverbandes Hannover-Badenstedt/Davenstedt.
Von 1968 bis 2003 war Rainer Ratsherr in Hannover.
Beckmann war von 1982 bis 1986, von 2001 bis 2008 und von 2011 bis 2013 Mitglied des Niedersächsischen Landtags.
Beckmann engagierte sich in verschiedenen Gremien, Organisationen und Einrichtungen der öffentlichen Hand, darunter als Stadtelternrat und als ehrenamtlicher Richter am Verwaltungsgericht Hannover. Er war Aufsichtsratsvorsitzender der Union Boden, Mitglied im Verwaltungsrat der Stadtsparkasse Hannover sowie Mitglied im Landesverband Niedersächsischer Haus-, Wohnungs- und Grundeigentümer.
Rainer Beckmann ist Vorstandsvorsitzender des Vereins Haus & Grundeigentum Hannover, Verband der privaten Wohnungswirtschaft e.V.
Im Juli 2023 geriet Beckmann in die Kritik, da er für ein Foto mit der AfD-Fraktion des Stadtrats Hannover posierte. Das Foto wurde in der Vereinszeitung WohnArt des Vereins Haus & Grundeigentum, Verband der privaten Wohnungswirtschaft e.V. veröffentlicht. In der gleichen WohnArt-Ausgabe erschien ein zweiseitiges Interview, in dem ein Biologe diverse Male den Klimawandel leugnet und nach den Profiteuren der „Klimahysterie“ fragt. Statt sich davon zu distanzieren, kommentierte Beckmann das Interview mit der Frage, was der nächste Schritt der Bundesregierung sein werde zur „totalen Kontrolle aller Unternehmen, Bürgerinnen und Bürger“.